# Amakusanthura libyana
Amakusanthura libyana är en kräftdjursart som först beskrevs av Negoescu 1980.  Amakusanthura libyana ingår i släktet Amakusanthura och familjen Anthuridae. Inga underarter finns listade i Catalogue of Life.